# Solanum confusum
Solanum confusum är en potatisväxtart som beskrevs av Conrad Vernon Morton. Solanum confusum ingår i släktet skattor som ingår i familjen potatisväxter. Inga underarter finns listade i Catalogue of Life.